# Solaro (Haute-Corse)
Cet article concerne une commune française de Corse. Pour la commune italienne homonyme, voir Solaro (Italie).
Solaro est une commune française située dans la circonscription départementale de la Haute-Corse et le territoire de la collectivité de Corse. Elle appartient à l'ancienne piève de Coasina, dans le Fiumorbo.

## Géographie

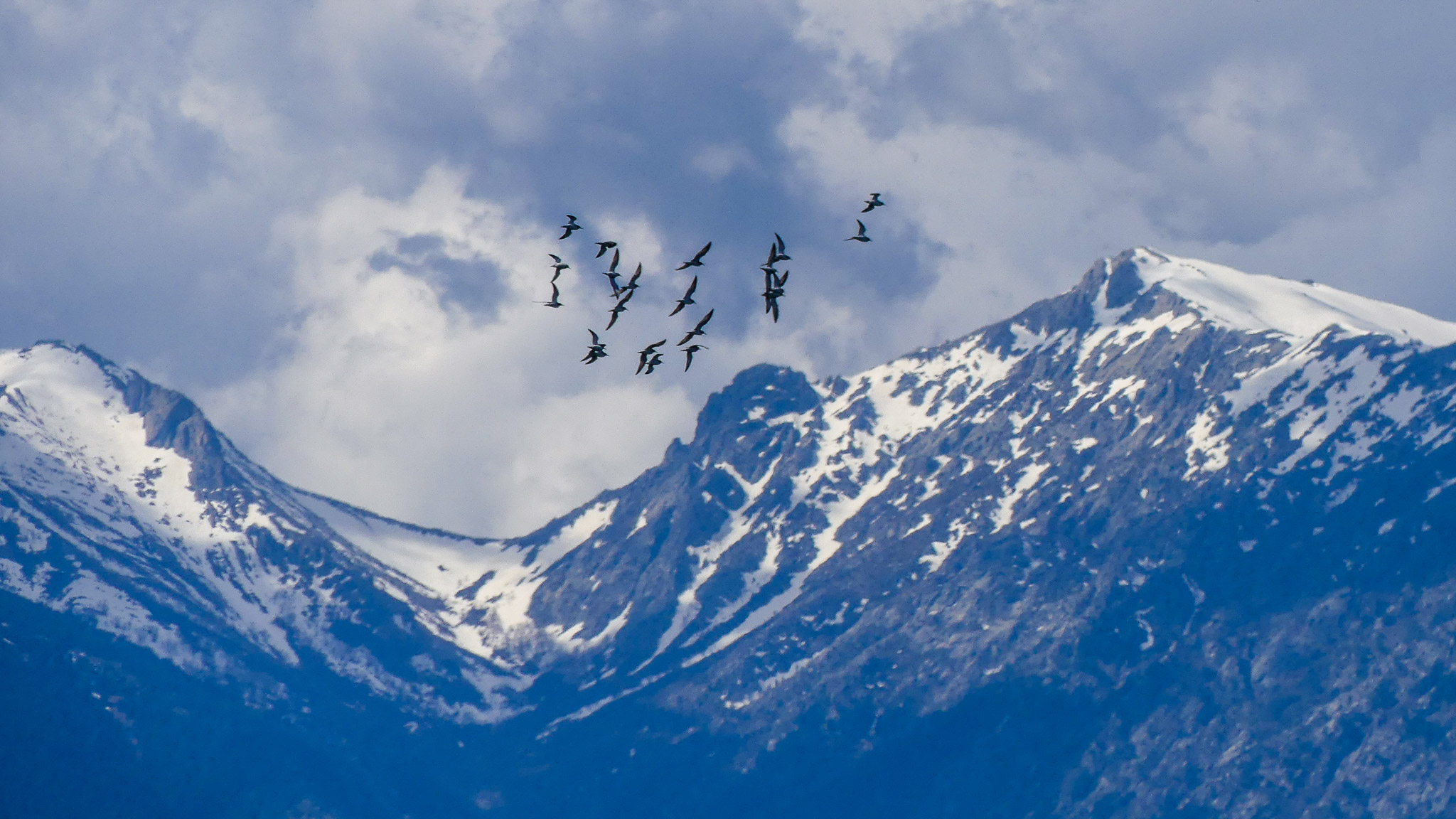
Vue de la Punta di Tintennaja au printemps, depuis la rive Ouest de l'étang d'Urbino.

La commune de Solaro est la plus méridionale du département de la Haute-Corse. Elle s'étend sur 9 000 ha entre le Travo au nord et la Solenzara au sud, sur les flancs du massif du Monte Incudine. La commune culmine à 2 018 mètres d'altitude à la Punta di Tintennaja. Elle est traversée en son centre par un petit fleuve, le ruisseau de Chiola.
L'habitat se répartit entre le village, situé à 500 mètres d'altitude, et la plaine en plusieurs lieux-dits du nord au sud : Pielza, Puzzone, Chiola qui regroupe le plus grand lotissement de la commune, la marine de Solaro, puis au sud de la rivière homonyme au lieu-dit Kamiesch.

## Urbanisme

### Typologie
Au 1er janvier 2024, Solaro est catégorisée commune rurale à habitat dispersé, selon la nouvelle grille communale de densité à sept niveaux définie par l'Insee en 2022.
Elle est située hors unité urbaine et hors attraction des villes,.
La commune, bordée par la mer Méditerranée, est également une commune littorale au sens de la loi du 3 janvier 1986, dite loi littoral. Des dispositions spécifiques d’urbanisme s’y appliquent dès lors afin de préserver les espaces naturels, les sites, les paysages et l’équilibre écologique du littoral, tel le principe d'inconstructibilité, en dehors des espaces urbanisés, sur la bande littorale des 100 mètres, ou plus si le plan local d’urbanisme le prévoit.

### Occupation des sols
L'occupation des sols de la commune, telle qu'elle ressort de la base de données européenne d’occupation biophysique des sols Corine Land Cover (CLC), est marquée par l'importance des forêts et milieux semi-naturels (92,9 % en 2018), une proportion identique à celle de 1990 (92,7 %). La répartition détaillée en 2018 est la suivante : 
forêts (70,4 %), espaces ouverts, sans ou avec peu de végétation (12 %), milieux à végétation arbustive et/ou herbacée (10,5 %), zones agricoles hétérogènes (2,3 %), zones urbanisées (1,6 %), prairies (1,4 %), cultures permanentes (0,9 %), zones humides intérieures (0,7 %), espaces verts artificialisés, non agricoles (0,2 %). L'évolution de l’occupation des sols de la commune et de ses infrastructures peut être observée sur les différentes représentations cartographiques du territoire : la carte de Cassini (XVIIIe siècle), la carte d'état-major (1820-1866) et les cartes ou photos aériennes de l'IGN pour la période actuelle (1950 à aujourd'hui).

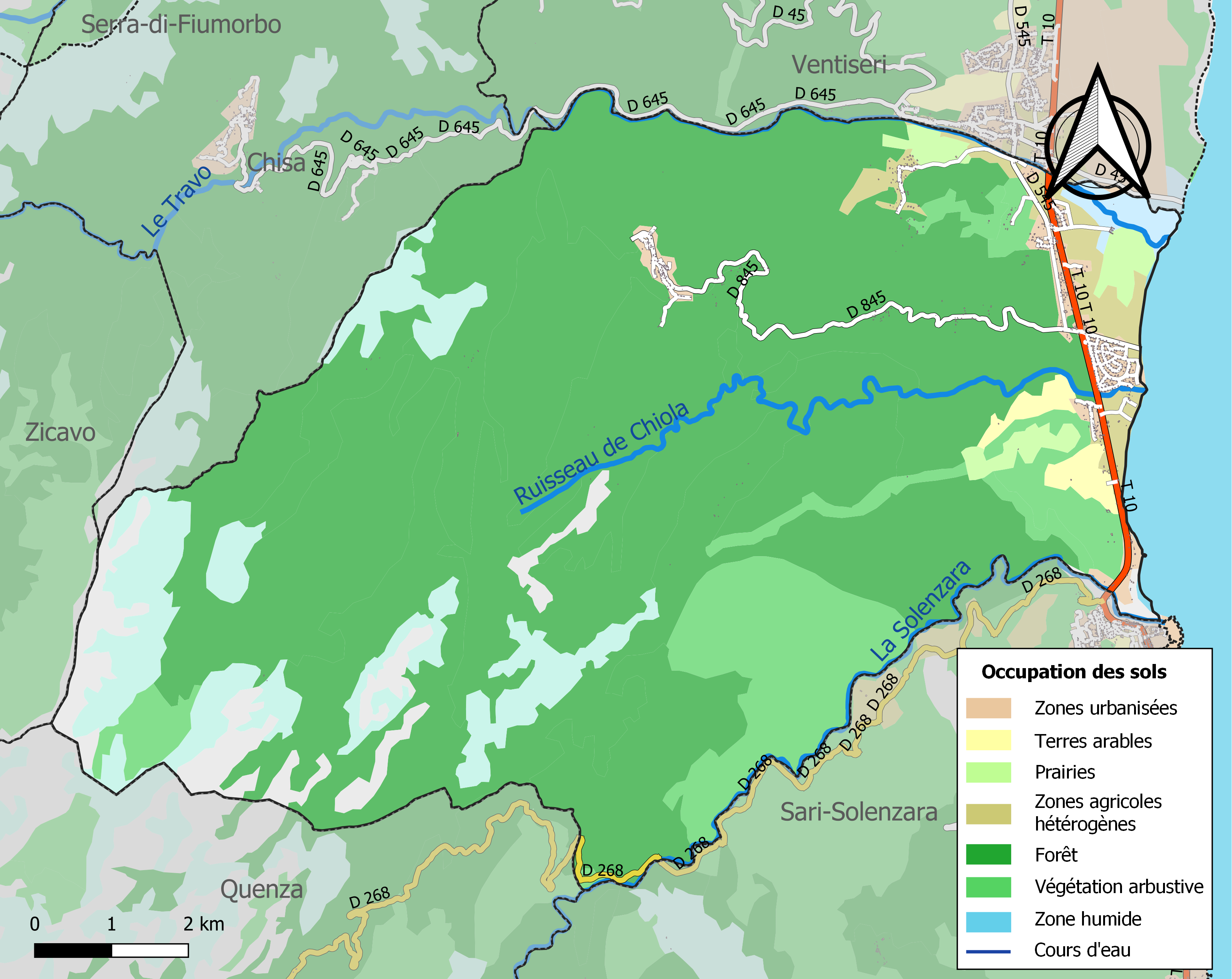
Carte des infrastructures et de l'occupation des sols de la commune en 2018 (CLC).

## Politique et administration

### Tendances politiques et résultats
En 2009, et ce en dépit de sa réélection, Paul Rossi est poussé à la démission à la suite d'une affaire de constructions privées sur des terrains communaux. Alors qu'une liste unique s'était présentée aux suffrages des Solarais en mars 2008, cette unité devait prendre fin aux élections de 2014.

### Liste des maires
| Période                                  | Période                    | Identité            | Étiquette | Qualité               |
| ---------------------------------------- | -------------------------- | ------------------- | --------- | --------------------- |
| Les données manquantes sont à compléter. |                            |                     |           |                       |
| avant 1981                               | ?                          | Dominique Tibéri    |           |                       |
| 1989                                     | 2001                       | Paul Luzi           |           |                       |
| mars 2001                                | 2009                       | Paul Rossi          | DVD       |                       |
| 2009                                     | En cours (au janvier 2016) | Jean-Baptiste Paoli | DVG       | Professeur des écoles |

### Regroupements administratifs
D'abord rattachée au Sivom du Cavu, puis à la communauté de communes de la Côte des Nacres, situés l'un et l'autre en Corse-du-Sud, pour cause de tensions politiques avec la commune voisine de Ventiseri, la commune de Solaro appartient depuis le 1er janvier 2017 à la communauté de communes de Fium'orbu Castellu.

## Démographie
L'évolution du nombre d'habitants est connue à travers les recensements de la population effectués dans la commune depuis 1806. Pour les communes de moins de 10 000 habitants, une enquête de recensement portant sur toute la population est réalisée tous les cinq ans, les populations de référence des années intermédiaires étant quant à elles estimées par interpolation ou extrapolation. Pour la commune, le premier recensement exhaustif entrant dans le cadre du nouveau dispositif a été réalisé en 2007.

En 2022, la commune comptait 734 habitants, en évolution de +3,97 % par rapport à 2016 (Haute-Corse : +5,15 %, France hors Mayotte : +2,11 %).
| 1806 | 1821 | 1831 | 1836 | 1841 | 1846 | 1851 | 1856 | 1861 |
| ---- | ---- | ---- | ---- | ---- | ---- | ---- | ---- | ---- |
| 96   | 265  | 364  | 386  | 486  | 562  | 635  | 555  | 609  |

| 1866 | 1872 | 1876 | 1881 | 1886 | 1891 | 1896 | 1901 | 1906 |
| ---- | ---- | ---- | ---- | ---- | ---- | ---- | ---- | ---- |
| 623  | 597  | 553  | 588  | 566  | 611  | 637  | 664  | 851  |

| 1911 | 1921 | 1926  | 2006 | 2007 | 2012 | 2017 | 2022 | - |
| ---- | ---- | ----- | ---- | ---- | ---- | ---- | ---- | - |
| 922  | 936  | 1 003 | 638  | 646  | 682  | 706  | 734  | - |

## Culture locale et patrimoine

### Lieux et monuments
- Sur la plage, près de la marine de Solaro, une stèle a été dressée en 1993 en hommage aux résistants corses de la Seconde Guerre mondiale, et en souvenir des débarquements qui eurent lieu sur cette plage en 1943, préparant la libération de l'île.
- Église Saint Jean-Baptiste de Solaro.

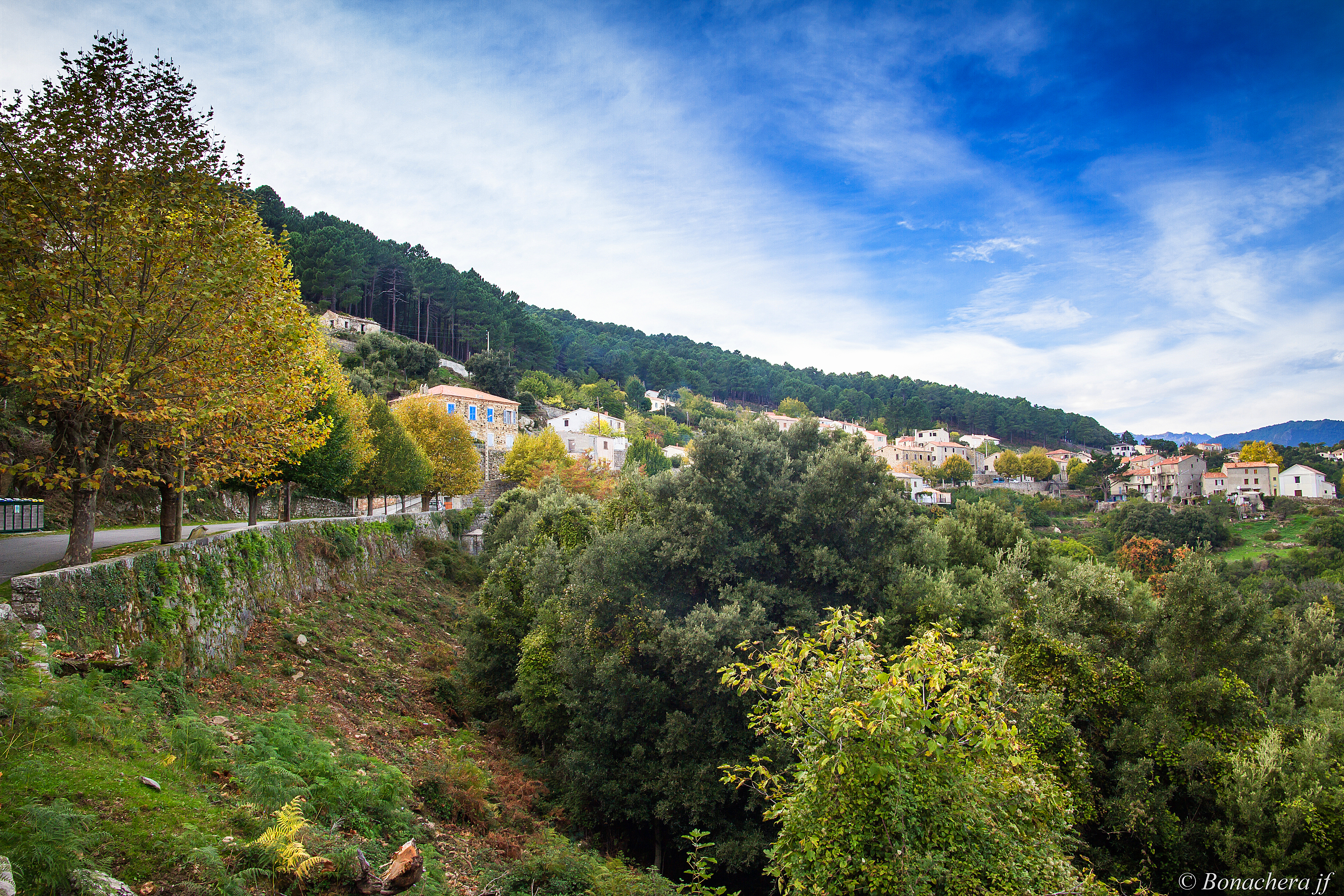
La route desservant l'entrée du village.
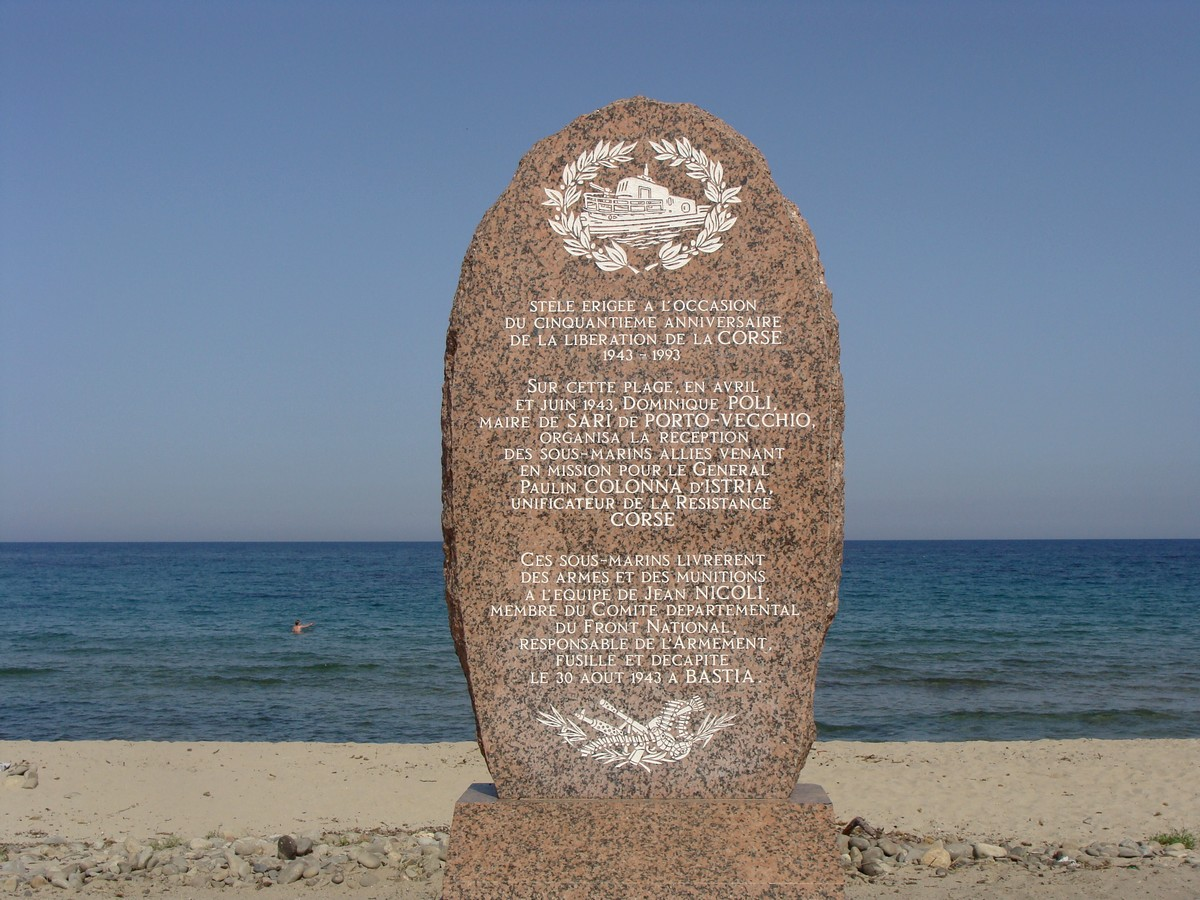
La stèle implantée sur la plage en hommage aux débarquements d'hommes venus aider les résistants Corse.
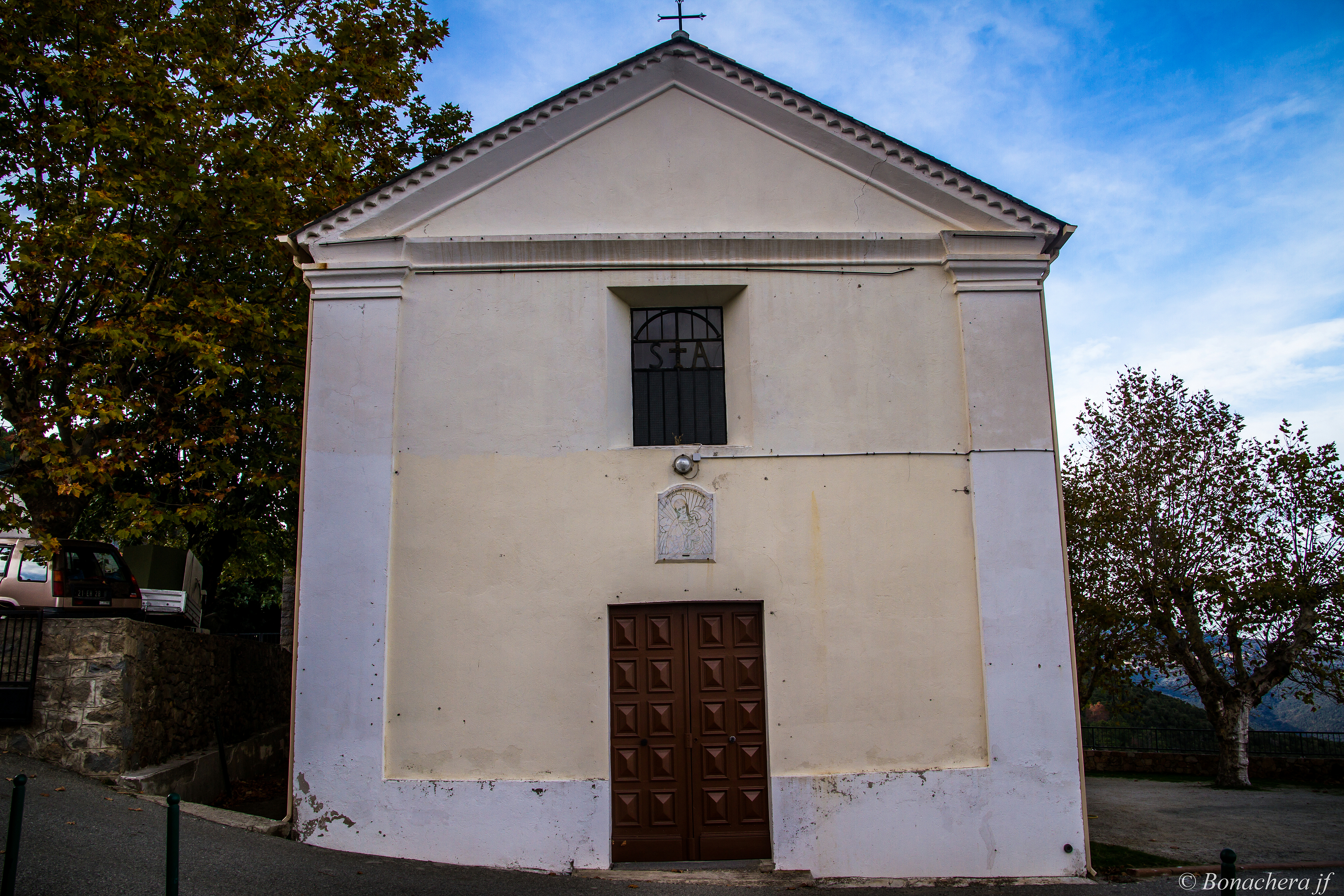
la petite église de Solaro.
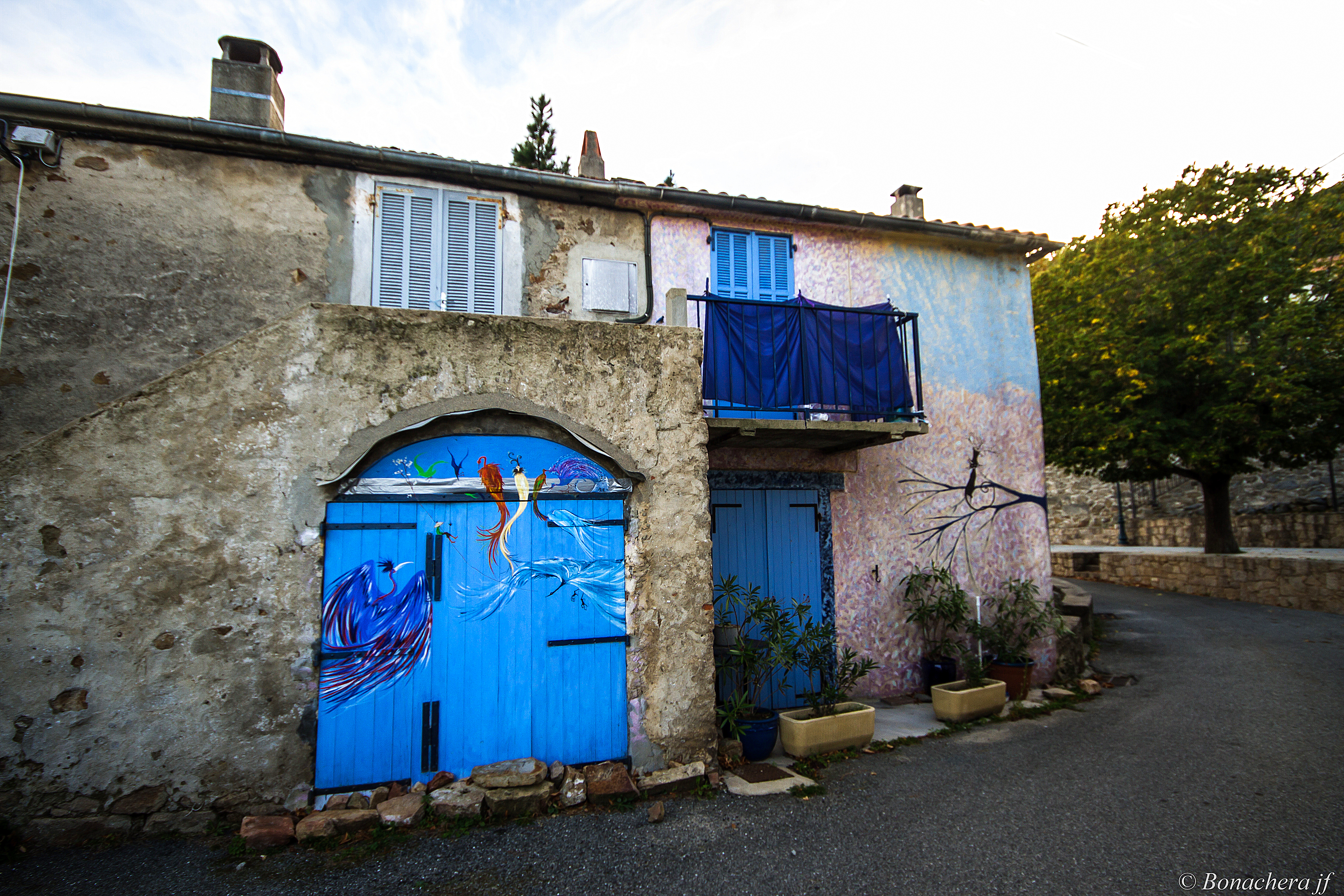
Une maison du Village.
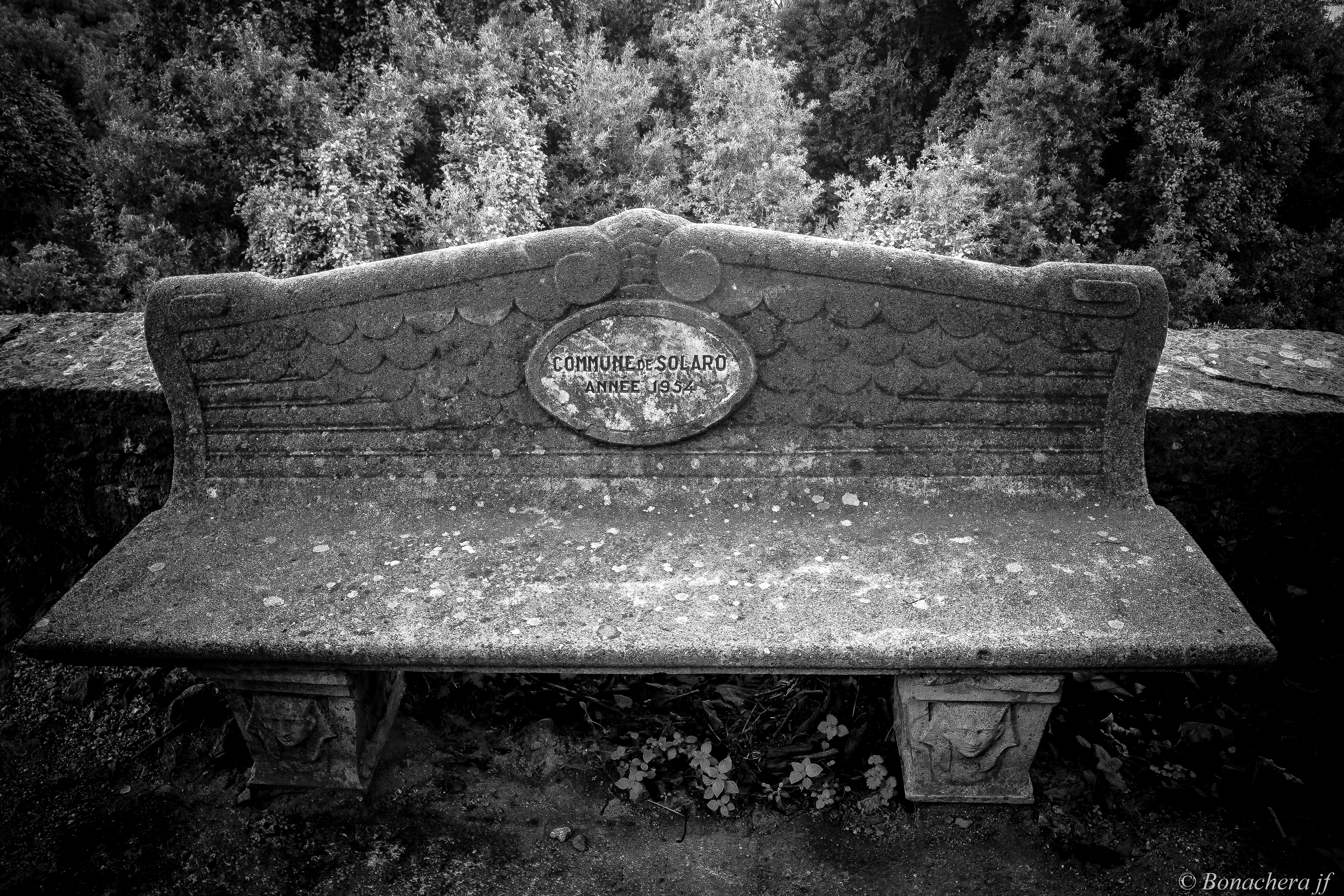
Un banc en pierre dans une rue du village.

### Personnalités liées à la commune
- Bernardin Poli, officier de Napoléon Bonaparte, né à Solaro le 15 Avril 1767.